# Câmara dos Representantes do Japão
A Câmara dos Representantes do Japão (em japonês 衆議院, Shūgiin) é a câmara baixa da Dieta Nacional do Japão. A Casa dos Conselheiros do Japão é a câmara alta.
A Câmara dos Representantes tem 465 membros, eleitos para cargos de quatro anos. Destes, 176 são eleitos de onze círculos eleitorais do multi-membro pela representação proporcional e 289 são eleitos dos círculos eleitorais do único membro. A Câmara dos Representantes é a mais poderosa das duas câmaras, capaz de cancelar vetos nas contas impostas pela Casa dos Conselheiros com dois terços de maioria. Pode ser dissolvida pelo primeiro-ministro à vontade, como fez Taro Aso no dia 21 de julho de 2009, Yoshihiko Noda em 2012, e mais recentemente, Shigeru Ishiba em 2024.

## Direito ao voto e candidatura
- Os cidadãos japoneses com dezoito anos ou mais podem votar;
- Os cidadãos japoneses com 25 anos ou mais podem concorrer para a câmara baixa.

## Diferenças entre as câmaras
A Câmara de Representantes possui diversos poderes não dados à Casa dos Conselheiros. Se uma lei for aprovada pela câmara baixa (a Câmara dos Representantes) mas reprovada pela câmara alta (a Casa dos Conselheiros) a Câmara de Representantes pode minar a decisão com dois terços dos votos e aprovar essa mesma lei. Todavia, no caso de emendas, orçamentos e da escolha do Primeiro Ministro, a Casa dos Conselheiros pode apenas atrasar o trâmite, mas não bloqueá-lo.
Os membros da Câmara dos Representantes são eleitos por um período máximo de quatro anos, enquanto membros da Casa dos Conselheiros são eleitos por seis anos. A câmara baixa pode também ser dissolvida pelo primeiro-ministro ou por moção de censura, enquanto a Casa dos Conselheiros não pode ser dissolvida. Assim a Câmara dos Representantes é considerada mais sensível à opinião pública japonesa.
A câmara baixa é também um legado da Constituição Meiji de 1889, quando a Casa dos Pares funcionava como aristocracia uma casa superior em um formato similar à Câmara dos Lordes no Sistema de Westminster, ou Reichsrat na Prússia, baseado no governo alemão da época.